# Академічне веслування на літніх Олімпійських іграх 2024 — четвірки (чоловіки)
Змагання з академічного веслування в розпашних четвірках без стернового серед чоловіків на літніх Олімпійських іграх 2024 у Парижі тривають з 28 липня до 1 серпня на Національному олімпійському морському стадіоні Іль-де-Франс у Вер-сюр-Марні. Змагаються 36 веслувальників (9 четвірок) з 9 країн.

## Розклад
Вказано центральноєвропейський час (UTC+2)
| Дата                    | Час   | Раунд             |
| ----------------------- | ----- | ----------------- |
| Неділя, 28 липня 2024   | 12:50 | Попередні запливи |
| Вівторок, 30 липня 2024 | 11:40 | Втішні запливи    |
| Четвер, 1 серпня 2024   | 11:06 | Фінал             |

## Склади четвірок
| Номер | Веслувальники                                                                 | Країна                |
| ----- | ----------------------------------------------------------------------------- | --------------------- |
| 1     | Ферґюс Гемілтон Александер Гілл Тімоті Мастерс Джеймс Денієл Робертсон        | Австралія (AUS)       |
| 2     | Бенуа Брюне Тео Рає Гійом Тюрлан Тібо Тюрлан                                  | Франція (FRA)         |
| 3     | Метт Олдрідж Девід Амблер Фредді Девідсон Олівер Вілкс                        | Велика Британія (GBR) |
| 4     | Джованні Абаньяле Ніколас Коль Маттео Лодо Джузеппе Вічіно                    | Італія (ITA)          |
| 5     | Елі Браувер Ґюс Моллі Нелсон Рітсема Рік Рінкс                                | Нідерланди (NED)      |
| 6     | Богдан-Сабін Байток Александру-Лауренцію Данчу Андрей Миндріле Чипріан Тудосе | Румунія (ROU)         |
| 7     | Метт Макдоналд Олівер Маклін Том Маррей Лоґан Ульріх                          | Нова Зеландія (NZL)   |
| 8     | Патрік Брюннер Тім Рот Кай Шецле Йоель Шюрх                                   | Швейцарія (SUI)       |
| 9     | Джастін Бест Ліам Корріґан Майкл Ґрейді Нік Мід                               | США (USA)             |

## Підсумки

### Попередні запливи
Перші два човни з кожного запливу кваліфікувалися до фіналу A, а решта - потрапили до втішних запливів.

#### Заплив 1
| Місце | Доріжка | Країна                | Час     | Нотатки |
| ----- | ------- | --------------------- | ------- | ------- |
| 1     | 1       | Нова Зеландія (NZL)   | 6:03.08 | FA      |
| 2     | 5       | Велика Британія (GBR) | 6:05.63 | FA      |
| 3     | 3       | Румунія (ROU)         | 6:06.60 | В       |
| 4     | 2       | Нідерланди (NED)      | 6:08.75 | В       |
| 5     | 4       | Італія (ITA)          | 6:14.65 | В       |

#### Заплив 2
| Місце | Доріжка | Країна          | Час     | Нотатки |
| ----- | ------- | --------------- | ------- | ------- |
| 1     | 1       | США (USA)       | 6:04.95 | FA      |
| 2     | 5       | Австралія (AUS) | 6:06.84 | FA      |
| 3     | 3       | Франція (FRA)   | 6:07.52 | В       |
| 4     | 2       | Швейцарія (SUI) | 6:10.86 | В       |

### Втішний заплив
Човни, що посіли перші два місця, виходять до фіналу A, а решта — потрапляють до фіналу B.

#### Втішний заплив
| Місце | Доріжка | Країна           | Час     | Нотатки |
| ----- | ------- | ---------------- | ------- | ------- |
| 1     |         | Італія (ITA)     | 5:52.65 | FA      |
| 2     |         | Румунія (ROU)    | 5:53.52 | FA      |
| 3     |         | Франція (FRA)    | 5:53.59 | FB      |
| 4     |         | Нідерланди (NED) | 5:56.86 | FB      |
| 5     |         | Швейцарія (SUI)  | 6:00.29 | FB      |